# Jason Cope
Jason Cope är en sydafrikansk skådespelare, mest känd för sin insats i Neill Blomkamps film District 9.
I nioårsåldern var han tränad trollkarl och när han blev tretton jobbade han på cirkus. Efter skolan flyttade han till London för att bli gatuartist. I tjugoårsåldern återvände han till Sydafrika för att göra ståuppkomikshower.[källa behövs]